# Andrea Holíková
Andrea Holíková (Praga, 15 gennaio 1968) è un'ex tennista cecoslovacca.

## Carriera
In carriera ha raggiunto due finali di doppio; al WTA Austrian Open nel 1985 e al Virginia Slims of Central New York sempre nello stesso anno. Nei tornei del Grande Slam ha ottenuto il suo miglior risultato raggiungendo i quarti di finale di doppio all'Open di Francia nel 1985, in coppia con la connazionale Kateřina Skronská.
In Fed Cup ha disputato un totale di 7 partite, collezionando 4 vittorie e 3 sconfitte.

## Statistiche

### Doppio

#### Finali perse (2)
| Numero | Anno           | Torneo                                         | Superficie  | Compagna          | Avversarie in finale           | Punteggio     |
| 1.     | 21 luglio 1985 | WTA Austrian Open, Bregenz                     | Terra rossa | Kateřina Skronská | Mima Jaušovec Virginia Ruzici  | 2-6, 3-6      |
| 2.     | 26 agosto 1985 | Virginia Slims of Central New York, Monticello | Cemento     | Kateřina Skronská | Mercedes Paz Gabriela Sabatini | 7-5, 4-6, 3-6 |